# 唐锐
唐锐（1970年1月—），男，湖北襄阳人，中华人民共和国外交官，现任中华人民共和国驻曼彻斯特总领事。

## 生平
唐锐毕业于北京外国语大学英语专业，曾在驻英国大使馆和外交部新闻司任职。2010年，任外交部驻香港特派员公署参赞。2015年，任外交部新闻司参赞，期间曾赴美国乔治敦大学学习。2018年，挂职四川省人民政府外事办公室副主任。2020年，任驻马来西亚大使馆公使。2023年7月，出任中华人民共和国驻曼彻斯特总领事。